# 리처드 칼
리처드 칼(Charles Nicholas Carleton, 1871년 7월 7일 ~ 1941년 6월 28일)은 미국의 배우, 리브레토 작가, 영화배우, 연극 배우, 영화 프로듀서, 무대 연출가, 작사가, 작곡가이다.

## 영화
- 라스베가스 나이츠 (1941년)
- 마이 라이프 위드 캐롤라인 (1941년)
- 데블 앤 미스 존스 (1941년)
- 릴리언 러셀 (1940년)
- 커민 라운드 더 마운틴 (1940년)
- 위대한 맥긴티 (1940년)
- 니노치카 (1939년)
- 콜리지 홀리데이 (1936년)
- 트레일 오브 더 론섬 파인 (1936년)
- 애니씽 고즈 (1936년)
- 명랑한 사기 (1935년)
- 아이 드림 투 머치 (1935년)
- 댄저러스 (1935년)
- 물랑 루즈 (1934년)
- 메리 위도우 (1934년)
- 헐리우드 파티 (1934년)
- 조지 화이트의 스캔달 (1934년)
- 라스트 라운드업 (1934년)
- 위칭 아워 (1934년)
- 아침의 영광 (1933년)
- 온 아워 위드 유 (1932년)
- 플레잉 하이 (1931년)
- 프리 앤 이지 (1930년)
- 소 디스 이즈 칼리지 (1929년)
- 마담 X (1929년)
- 더 플릿츠 인 (1928년)